# Straßenbahn Education City
Die Straßenbahn Education City ist das Straßenbahnsystem der Education City in ar-Rayyan westlich von Doha, der Hauptstadt von Katar. Der erste Abschnitt wurde am 24. Dezember 2019 eröffnet. Siemens Mobility errichtete das System als Turnkey-Lösung. Eine Oberleitung ist nur an den Haltestellen in Form einer Stromschienenoberleitung installiert. Dort werden die in den Fahrzeugen eingebauten Energiespeicher über dauerhaft gehobene kleine Einholmstromabnehmer aufgeladen. Als Fahrzeuge lieferte Siemens 19 dreiteilige Kurzgelenkwagen des Typs Avenio. Die Strecken sind auf besonderem oder unabhängigem Bahnkörper angelegt, teilweise mit Kunstrasengleis. Die Nutzung der Straßenbahn ist kostenlos. An Freitagen und Samstagen ist bereits um 16 Uhr Betriebsschluss (Stand März 2025). Das System ist in die Teilnetze auf dem Südcampus und auf dem Nordcampus unterteilt, zwischen welchen es eine Gleisverbindung gibt, jedoch keinen Linienverkehr. Die Haltestellen sind von 2 bis 18 sowie von 21 bis 27 nummeriert.

## Teilnetz Südcampus
| \| \| 02 \| Mathaf \| Mathaf \| \| \| 03 \| EC Stadium North \| EC Stadium North \| \| \| \| nach Academy \| \| \| \| 04 \| EC Stadium East \| EC Stadium East \| \| \| \| \| \| \| \| 07 \| Academy Green Spine \| Academy Green Spine \| \| \| 08 \| Qatar Academy North \| Qatar Academy North \| \| \| 05 \| Qatar Academy South \| Qatar Academy South \| \| \| 09 \| Qatar Academy East \| Qatar Academy East \| \| \| 06 \| Northnest \| Northnest \| \| \| \| \| \| \| \| 10 \| Ceremonial Gate \| Ceremonial Gate \| \| \| 11 \| 2015 \| 2015 \| \| \| 12 \| Multaqa \| Multaqa \| \| \| 13 \| Al Khater House \| Al Khater House \| \| \| 14 \| Education City Mosque \| Education City Mosque \| \| \| 15 \| Oxygen Park \| Oxygen Park \| \| \| 16 \| Southnest \| Southnest \| \| \| 17 \| Al Shaqab \| Al Shaqab \| |    |                       |                       |
| U-Bahn-Kopfbahnhof Streckenanfang | 02 | Mathaf                | Mathaf                |
| U-Bahn-Bahnhof | 03 | EC Stadium North      | EC Stadium North      |
| U-Bahn-Abzweig geradeaus und nach links |    | nach Academy          | nach Academy          |
| U-Bahn-Haltepunkt / Haltestelle | 04 | EC Stadium East       | EC Stadium East       |
| U-Bahn-Abzweig geradeaus, nach links und von links · U-Bahn-Strecke von rechts |    |                       |                       |
| U-Bahn-Strecke · U-Bahn-Bahnhof | 07 | Academy Green Spine   | Academy Green Spine   |
| U-Bahn-Strecke · U-Bahn-Haltepunkt / Haltestelle | 08 | Qatar Academy North   | Qatar Academy North   |
| U-Bahn-Haltepunkt / Haltestelle · U-Bahn-Strecke | 05 | Qatar Academy South   | Qatar Academy South   |
| U-Bahn-Strecke · U-Bahn-Haltepunkt / Haltestelle | 09 | Qatar Academy East    | Qatar Academy East    |
| U-Bahn-Haltepunkt / Haltestelle · U-Bahn-Strecke | 06 | Northnest             | Northnest             |
| U-Bahn-Abzweig geradeaus, nach links und von links · U-Bahn-Strecke nach rechts |    |                       |                       |
| U-Bahn-Haltepunkt / Haltestelle | 10 | Ceremonial Gate       | Ceremonial Gate       |
| U-Bahn-Haltepunkt / Haltestelle | 11 | 2015                  | 2015                  |
| U-Bahn-Haltepunkt / Haltestelle | 12 | Multaqa               | Multaqa               |
| U-Bahn-Haltepunkt / Haltestelle | 13 | Al Khater House       | Al Khater House       |
| U-Bahn-Haltepunkt / Haltestelle | 14 | Education City Mosque | Education City Mosque |
| U-Bahn-Haltepunkt / Haltestelle | 15 | Oxygen Park           | Oxygen Park           |
| U-Bahn-Haltepunkt / Haltestelle | 16 | Southnest             | Southnest             |
| U-Bahn-Kopfbahnhof Streckenende | 17 | Al Shaqab             | Al Shaqab             |

Das Teilnetz auf dem Südcampus besteht aus einer zweigleisigen Strecke zwischen den Haltestellen Mathaf im Westen und Al Shaqab im Südosten sowie einer eingleisigen, nur in einer Richtung befahrenen Strecke nördlich parallel dazu. Übergänge zur Green Line der U-Bahn Doha gibt es an den Haltestellen Al Shaqab (U-Bahn-Station gleichnamig) und Academy Green Spine (U-Bahn-Station Education City). In diesem Teilnetz verlaufen die Strecken vollständig ebenerdig.
Zunächst wurde am 24. Dezember 2019 nur auf den 3,0 Kilometer langen Abschnitten zwischen Mathaf und dem Gleisdreieck zwischen Northnest und Cermonial Gate der Linienverkehr aufgenommen. Der 2,6 Kilometer lange Abschnitt weiter bis Al Shaqab folgte am 17. November 2021. Auf diesem Teilnetz verkehren (Stand März 2025) die Linien 1 bzw. Yellow Line und 2 bzw. Blue Line. Die Linie 1 EC Stadium North – Al Shaqab nutzt dabei vollständig die zweigleisige Strecke. Die Linie 2 nutzt dagegen den eingleisigen Abschnitt als Teil einer linksdrehend befahrenen Blockschleife und endet am anderen Ende an der Haltestelle Mathaf. Die Takte beider Linien sind dichter als im Teilnetz auf dem Nordcampus.
| Linie           | Verlauf                                                            | Takt    |
| --------------- | ------------------------------------------------------------------ | ------- |
| 1 (Yellow Line) | EC Stadium North ↔ Northnest ↔ Al Shaqab                           | 6–7 min |
| 2 (Blue Line)   | Mathaf ↔ Blockschleife (Qatar Academy South → Academy Green Spine) | 6 min   |

## Teilnetz Nordcampus
| \| \| 21 \| Community Housing 1 \| Community Housing 1 \| \| \| \| Betriebshof \| \| \| \| 22 \| Community Housing 2 \| Community Housing 2 \| \| \| \| \| \| \| \| 18 \| Academy \| Academy \| \| \| \| nach EC Stadium North \| \| \| \| 23 \| Researchery West \| Researchery West \| \| \| 24 \| Researchery \| Researchery \| \| \| 25 \| Hotels \| Hotels \| \| \| 26 \| QNCC \| QNCC \| \| \| 27 \| Sidra \| Sidra \| |    |                       |                       |
| U-Bahn-Kopfbahnhof Streckenanfang | 21 | Community Housing 1   | Community Housing 1   |
| U-Bahn-Abzweig geradeaus, nach rechts und von rechts |    | Betriebshof           | Betriebshof           |
| U-Bahn-Haltepunkt / Haltestelle | 22 | Community Housing 2   | Community Housing 2   |
| U-Bahn-Strecke von links (im Tunnel) · U-Bahn-Abzweig geradeaus, nach rechts und von rechts |    |                       |                       |
| U-Bahn-Bahnhof (im Tunnel) · U-Bahn-Strecke | 18 | Academy               | Academy               |
| U-Bahn-Strecke nach rechts · U-Bahn-Strecke |    | nach EC Stadium North | nach EC Stadium North |
| U-Bahn-Haltepunkt / Haltestelle | 23 | Researchery West      | Researchery West      |
| U-Bahn-Haltepunkt / Haltestelle | 24 | Researchery           | Researchery           |
| U-Bahn-Haltepunkt / Haltestelle | 25 | Hotels                | Hotels                |
| U-Bahn-Haltepunkt / Haltestelle | 26 | QNCC                  | QNCC                  |
| U-Bahn-Kopfbahnhof Streckenende | 27 | Sidra                 | Sidra                 |

Auf dem 4,0 Kilometer langen Teilnetz des Nordcampus wurde der Linienverkehr am 9. Juli 2023 aufgenommen. Die im Linienverkehr bedienten Abschnitte sind zweigleisig, die Betriebsstrecke zum Teilnetz des Südcampus ist hingegen eingleisig. Es gibt drei Streckenäste, die in einem Gleisdreieck verbunden sind. Nach Süden führt die Verbindung zum Südcampus. Sie kreuzt unterirdisch die Green Line der U-Bahn und auch die einzige Haltestelle Academy liegt unterirdisch. Nach Westen führt vollständig ebenerdig der Ast mit den beiden Haltestellen Community Housing 1 und 2. An diesem befindet sich auch der Betriebshof. Ein längerer Ostast führt zur Endhaltestelle Sidra. Diese und die Zwischenhaltestelle QNCC liegen auf einem Hochbahn-Abschnitt. Auf diesem Teilnetz verkehren (Stand März 2025) zwei Linien jeweils zwischen Academy und einem der anderen Äste. Obwohl sie nur die Haltestelle Academy gemeinsam bedienen, werden sie beide als Linie 3 bzw. Green Line bezeichnet. Die Takte sind deutlich dünner als auf dem Südcampus.
| Linie          | Verlauf                       | Takt   |
| -------------- | ----------------------------- | ------ |
| 3 (Green Line) | Academy ↔ Community Housing 1 | 15 min |
| 3 (Green Line) | Academy ↔ Sidra               | 30 min |